# Soyuz MS-06
Soyuz MS-06 foi uma missão de uma nave Soyuz à Estação Espacial Internacional e a 135ª missão do programa russo Soyuz iniciado em 1967. Ela transportou  três astronautas, um russo e dois norte-americanos, que se integraram à tripulação residente levada no voo anterior, Soyuz MS-05, completando a Expedição 53 na estação. Durante a estadia em órbita os tripulantes também integraram a Expedição 54. O lançamento da espaçonave ocorreu em 12 de setembro de 2017. A nave permaneceu acoplada à estação neste período servindo como veículo de escape de emergência e retornou à Terra em 28 de fevereiro de 2018, após 168 dias em órbita.

## Tripulação
| Posição             | Cosmo/Astronauta   |
| ------------------- | ------------------ |
| Comandante          | Aleksandr Misurkin |
| Engenheiro de voo 1 | Mark Vande Hei     |
| Engenheiro de voo 2 | Joseph Acaba       |

## Insígnia
O emblema do voo é desenhado em volta da imagem de uma águia estilizada de asas abertas. O poderoso pássaro na imagem também lembra a vila de Oyol, onde o comandante da missão, Aleksandr Misurkin, cresceu. O sinal de chamada da espaçonave é "Altair", a estrela mais brilhante na constelação da Águia. O desenho é feito numa paleta simples de três cores e ao fundo os continentes do planeta são mostrados de maneira minimalista – pontos, no estilo de computação gráfica. No centro da imagem uma nave Soyuz é mostrada em voo; na parte de baixo do centro estão as logomarcas da Roskosmos e  da NASA. Na borda azul claro da insígnia, aparece o nome da espaçonave em russo acima e os nomes dos tripulantes abaixo. Ela foi criada por Alexei Tarapata, o vencedor de um concurso promovido pelo comandante Alexander Misurkin nas redes sociais e o design final feito pelo artista holandês Luc van den Abeelen.

## Lançamento e acoplagem
A nave foi lançada do Cosmódromo de Baikonur às 21:17 UTC de 12 de setembro de 2017 (02:17 de 13 de setembro hora local, lançamento de madrugada) e acoplou-se com o módulo Poisk da ISS cerca de seis horas depois, às 02:55 UTC de 13 de setembro, onde permaneceu por toda missão.

## Desacoplagem e pouso
Depois da tradicional cerimônia da troca de comando entre expedições das tripulações na ISS, a nave desacoplou-se do Poisk às 22:08 UTC de 27 de fevereiro de 2018, começando sua viagem de retorno. Entrando na alta atmosfera sob uma desaceleração de 4G, sua velocidade de entrada foi diminuída pelos paraquedas abertos a 11 km de altura da superfície e a nave pousou em meio a frio, neve e rajadas de vento 146 km a sudeste da cidade de Dzhezkazgan, nas estepes do Casaquistão, na chamada Área 6, às 01:31 de 28 de fevereiro, com a tripulação sendo recolhida pelas equipes de apoio em solo.

## Galeria

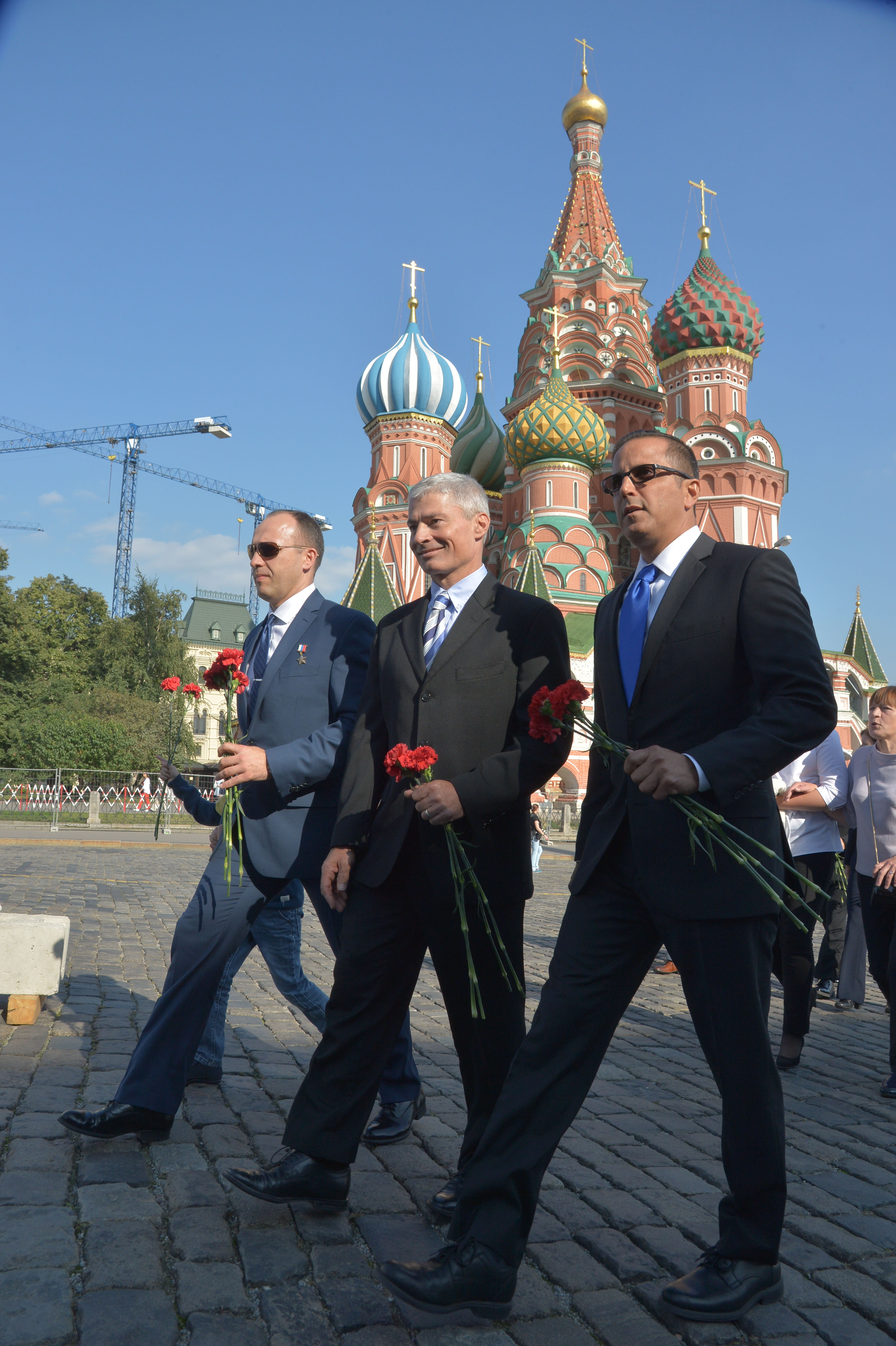
A tripulação na Praça Vermelha em Moscou em cerimônia pré-lançamento.
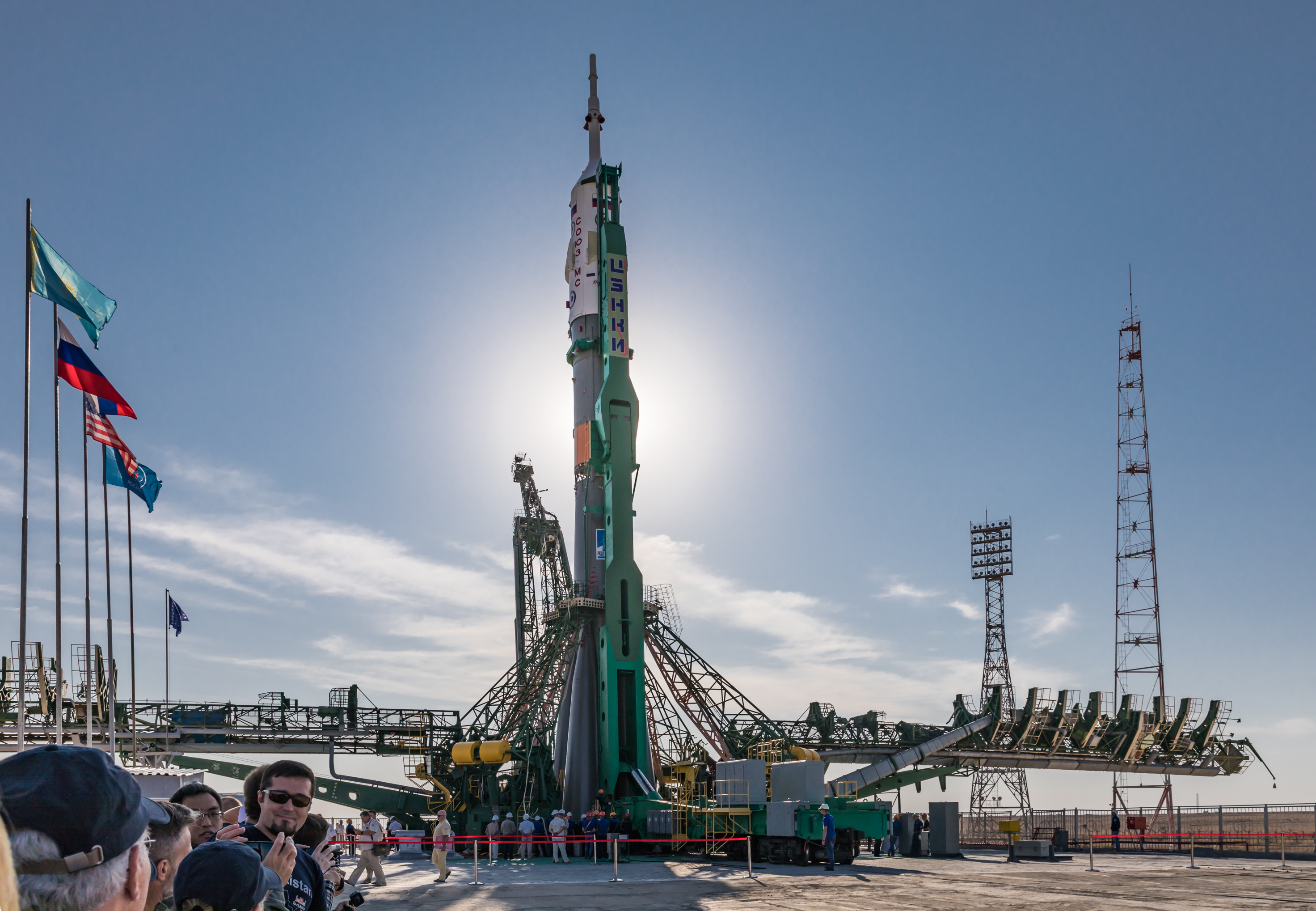
A MS-06 sobre o foguete Soyuz-FG em posição em Baikonur.
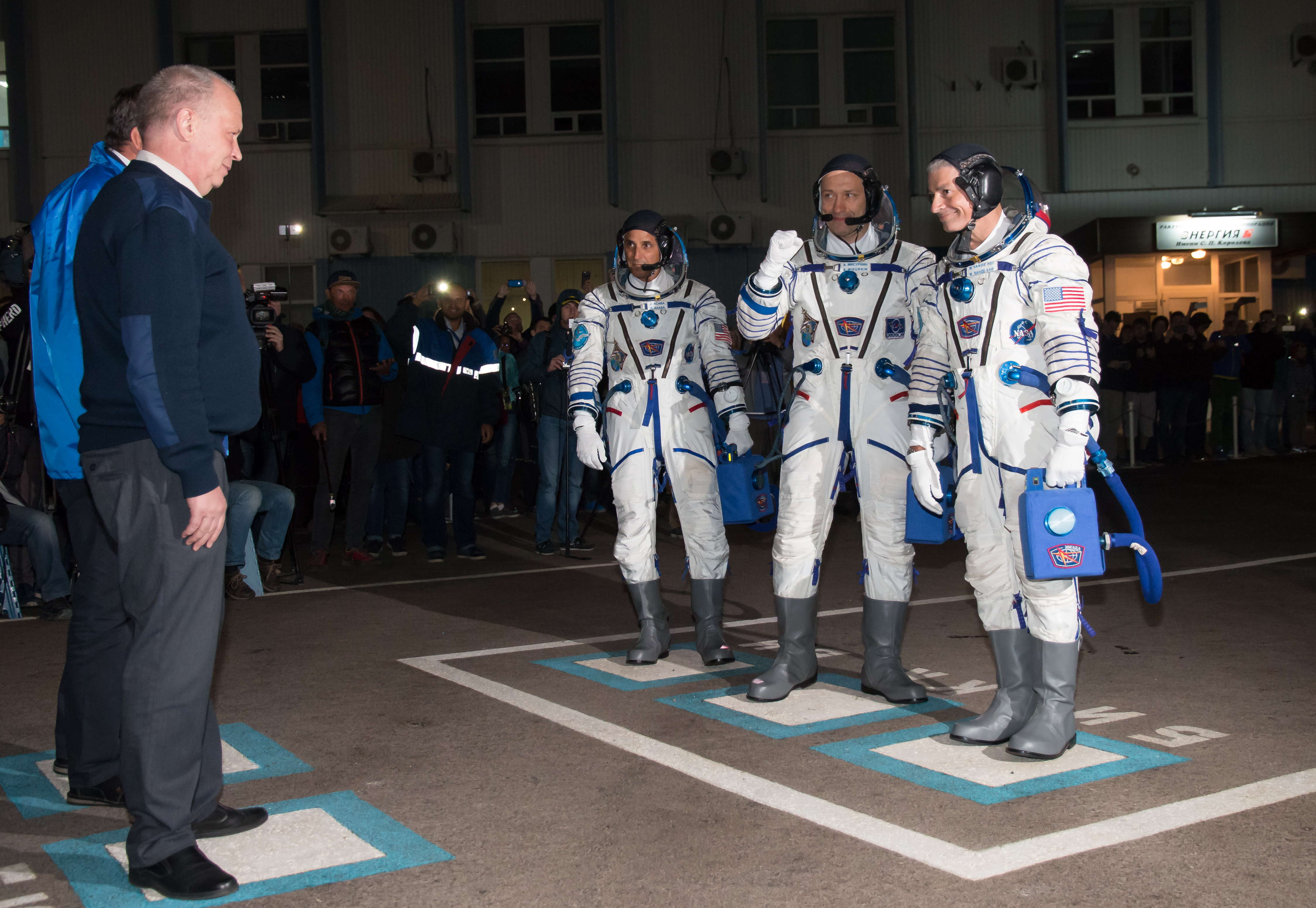
Cerimônia de despedida da tripulação antes do voo.
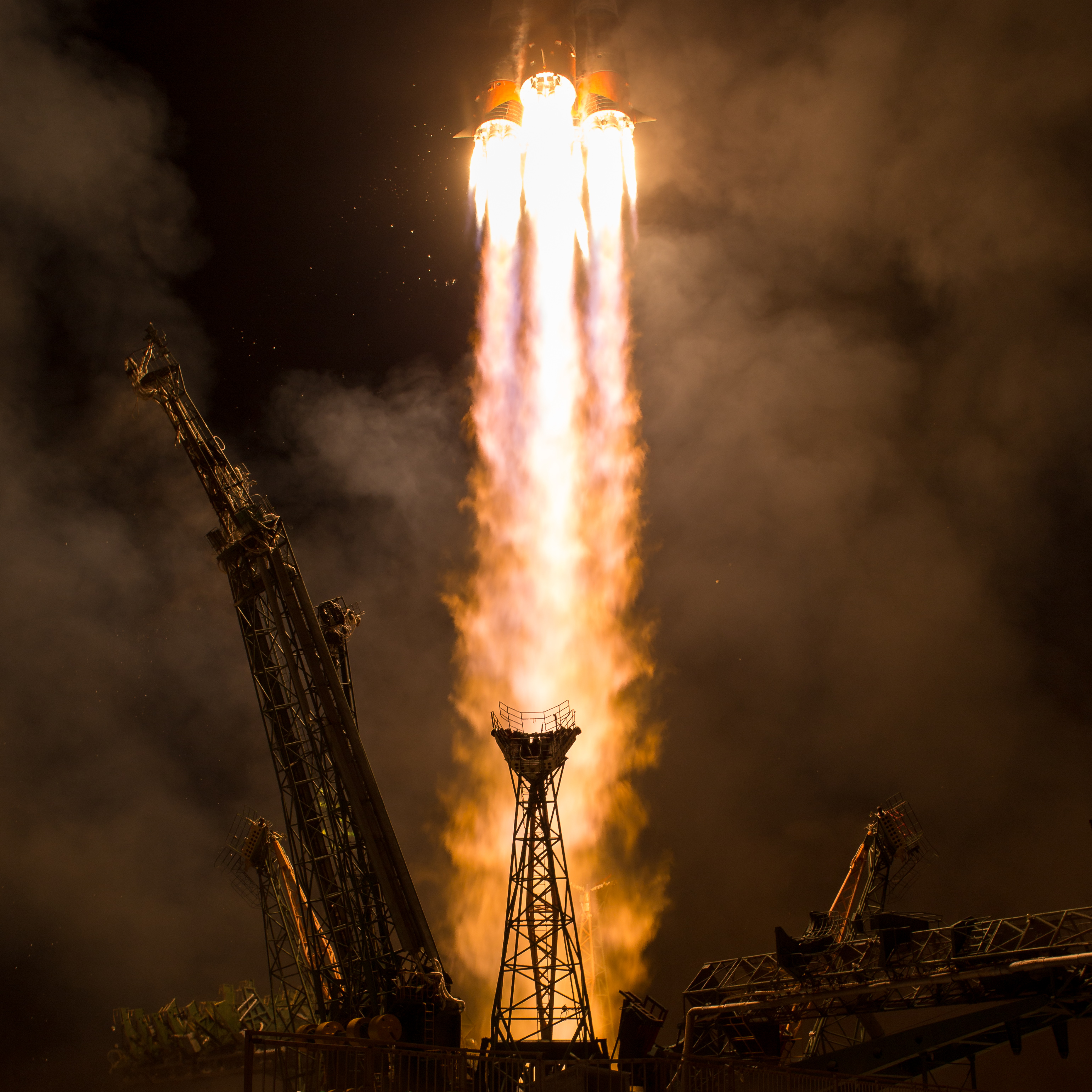
Lançamento em Baikonur.
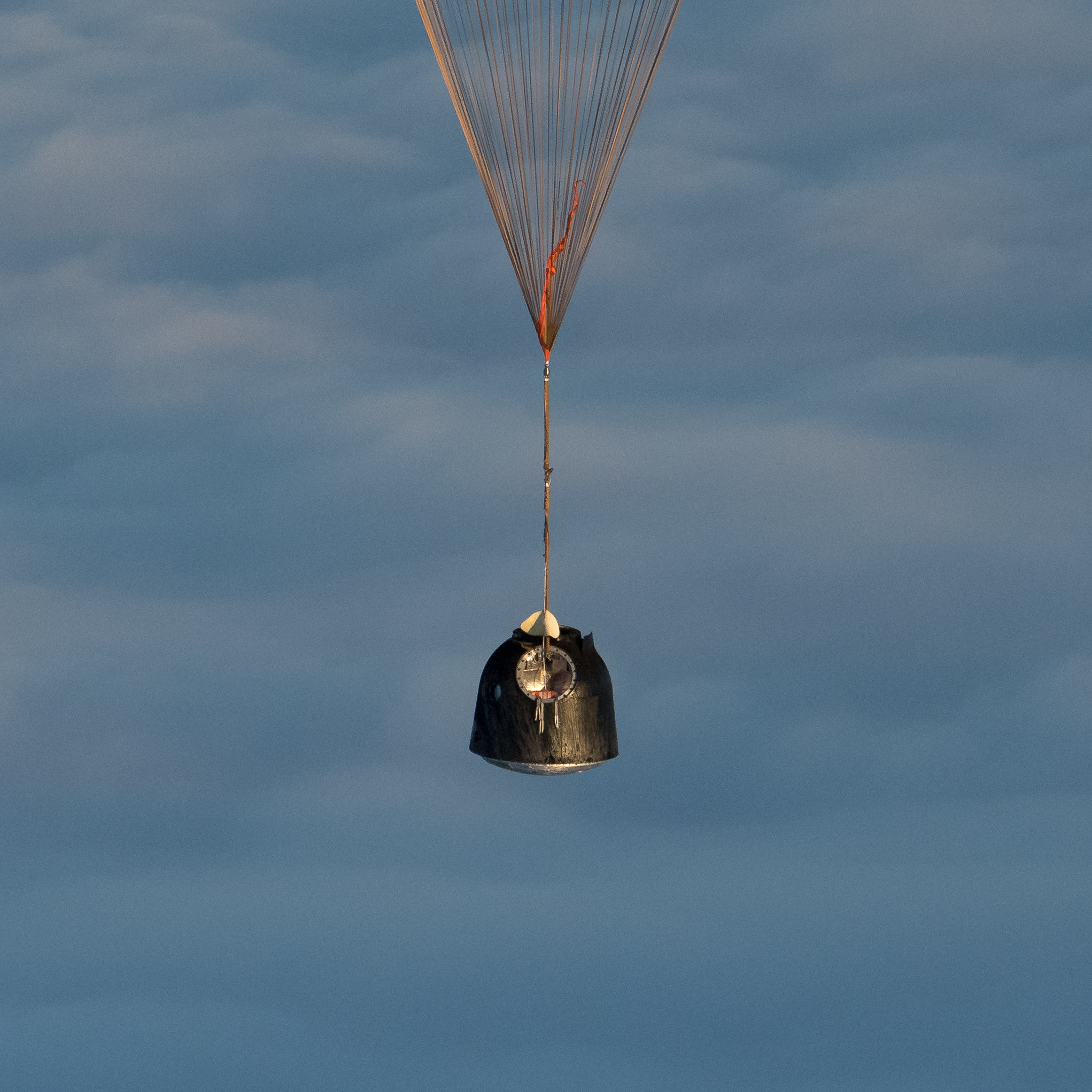
A cápsula suspensa pelo paraquedas a caminho do solo.
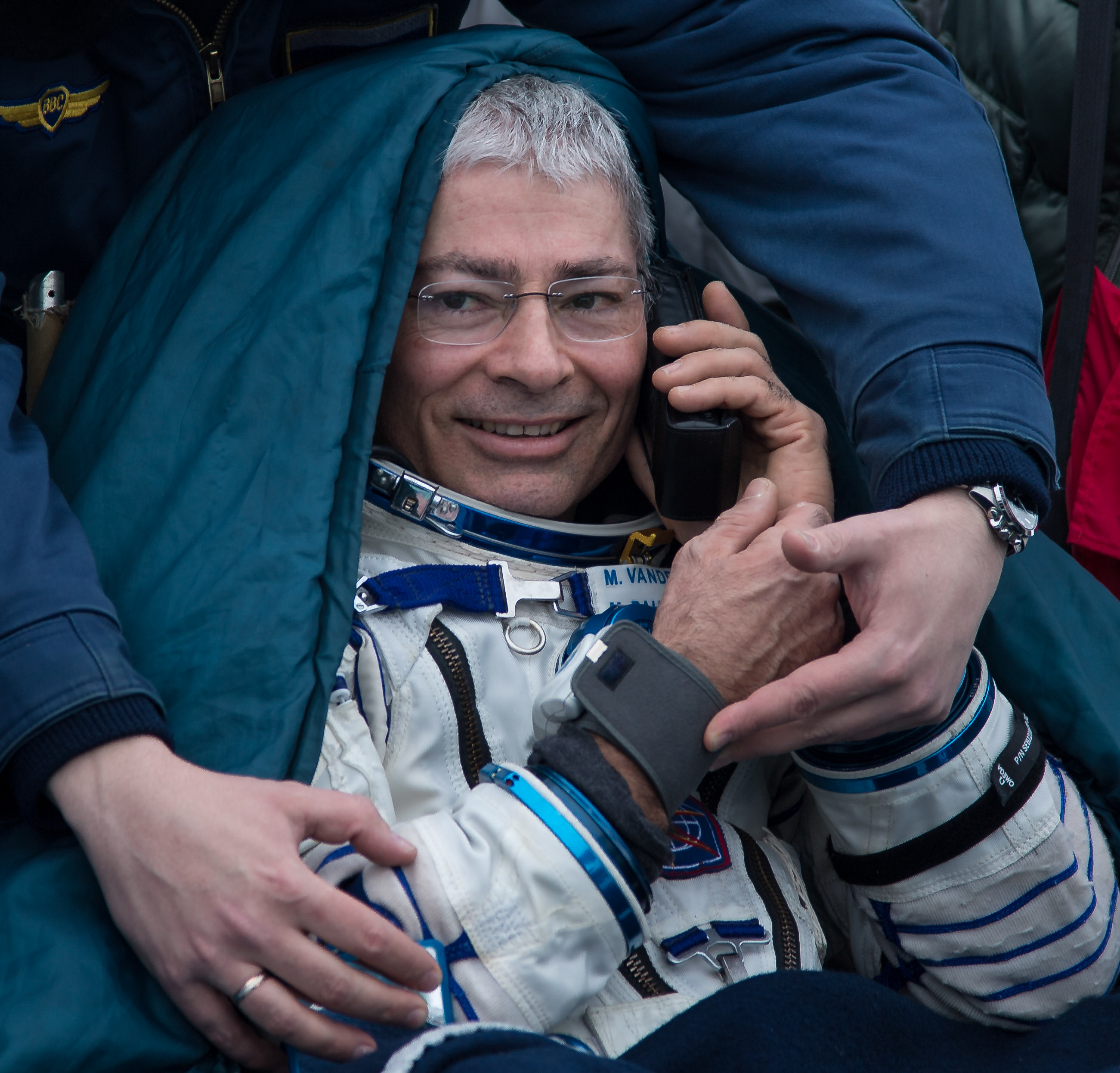
Mark Vande Hei protegido do frio pela equipe de resgate após o pouso.